# طرخشقون مضغوط
طرخشقون مضغوط (الاسم العلمي:Taraxacum compactum) هو نوع من النباتات يتبع جنس الطرخشقون من الفصيلة النجمية.